# HC Horst
Hockey Club Horst (ook wel: HC Horst of HCH) is een hockeyclub die op 15 mei 1965 werd opgericht door een aantal Horster studenten.
Bij de oprichtingsvergadering op 15 mei waren 65 mensen aanwezig, waarvan 95% tussen de 14 en 20 jaar oud was. De club had de intentie om zich onder de naam R.K.H.C. "RAG MOP" in te schrijven bij de KNHB, maar dit werd door hen afgekeurd.
Bij het vijfentwintigjarig bestaan van de hockeyclub in 1989 werd een wedstrijd georganiseerd tussen een selectie van Horster spelers, aangevuld met enkele oud-internationals, waaronder Tom van 't Hek, Paul Litjens en Geert van Eijk en een Duits team uit Neuss, versterkt met Ulli Vos, Berndt Schöpf en Peter Kloimstein.

## Accommodatie
In 1965 had de hockeyclub nog geen eigen sportaccommodatie, waardoor men gebruik mocht maken van de sintelvelden van de nabijgelegen voetbalclub Wittenhorst en de korfbalvelden in Melderslo. Niet lang na de oprichting heeft de club reeds een fors aantal leden, waaronder veel jeugdleden. Dit groeiende aantal had tot gevolg dat de hockeyclub een begon met een jeugdafdeling: eerst voor de jongens, daarna voor de meiden.
Omdat de club in de vroege jaren snel groeide, kreeg de club een eigen accommodatie. Hier (Sportpark "De Oude Lind") is de club nog steeds gehuisvest. Tot 1977 was het behelpen met de accommodatie, totdat er in dat jaar genoeg geld verzameld was om de kantine te verbouwen. In 1989 kreeg de hockeyclub een kunstgrasveld, dat een van de grasvelden moest vervangen. Rond 2003 werd het langzaam duidelijk dat het oude kunstgrasveld (toen een van de oudste van Nederland) aan vervanging toe was. Na een fikse regenbui bleef het water namelijk op het veld staan als gevolg van het van zand verzadigde kunstgras. In 2005, bij het veertigjarig jubileum van de club, werd het nieuwe kunstgrasveld geopend, compleet met nieuwe verlichting. Dit zandingestrooid semi-waterveld is gelegd op de plaats waar het oude veld lag.
In 2007 heeft de hockeyclub een ledenaantal van tegen de 350, verdeeld over dertig teams. Omdat deze ledengroei niet voorzien was bij de besluitvorming van de vervanging van het oude kunstgrasveld, moesten de jeugdteams op zaterdag gebruikmaken van het grasveld. Eind 2007 ging dan ook de kogel door de kerk en begin 2008 ging de spade in de grond voor het tweede zandingestrooide kunstgrasveld.

## Tenue
Het officiële HCH-tenue bestaat uit een geel shirt, zwarte broek/rok en zwarte sokken met het clublogo. De geel/zwarte kleurstelling is afkomstig van het vlag van de voormalige gemeente Horst, die zwarte en gele strepen in het wapen heeft.

## Bekende (oud-)leden van HC Horst
- Igor Hobus, drummer van de Heideroosjes
- Frank Kleuskens, gitarist van de Heideroosjes
- Twan Huys, NOVA-verslaggever
- Martîn Rongen, drummer van Rowwen Hèze